# جون هانا
جون هانا (بالإنجليزية: John Hannah)‏ هو ممثل اسكتلندي من مواليد 23 أبريل 1962 في شرق كيلبرايد في اسكتلندا،بدأ مسيرته الفنية عام 1987.

## المسيرة الفنية
بعد التخرج، كان لدى هانا أجزاء في العروض المسرحية والأفلام والمسلسلات التلفزيونية، والتي شملت الأدوار الرائدة مثل ظهوره في دور ماثيو في فلم أربع زيجات وجنازة عام 1994.

## الأعمال

### الأفلام
- أربع زيجات وجنازة
- المومياء
- الإعصار
- عودة المومياء
- التمويه
- الفيلق الأخير
- المومياء: قبر إمبراطور التنين
- كلام

## مواقع خارجية
- جون هانا على موقع IMDb (الإنجليزية)
- جون هانا على موقع ميتاكريتيك (الإنجليزية)
- جون هانا على موقع روتن توميتوز (الإنجليزية)
- جون هانا على موقع ألو سيني (الفرنسية)
- جون هانا على موقع ميوزك برينز (الإنجليزية)
- جون هانا على موقع أول موفي (الإنجليزية)
- جون هانا على موقع قاعدة بيانات الأفلام السويدية (السويدية)
- جون هانا على موقع إن إن دي بي (الإنجليزية)
- جون هانا على موقع قاعدة بيانات الفيلم (الإنجليزية)
- جون هانا على موقع كينوبويسك (الروسية)
- جون هانا على موقع كينوبويسك (الروسية)
- نص المقابلة